# Tavarua

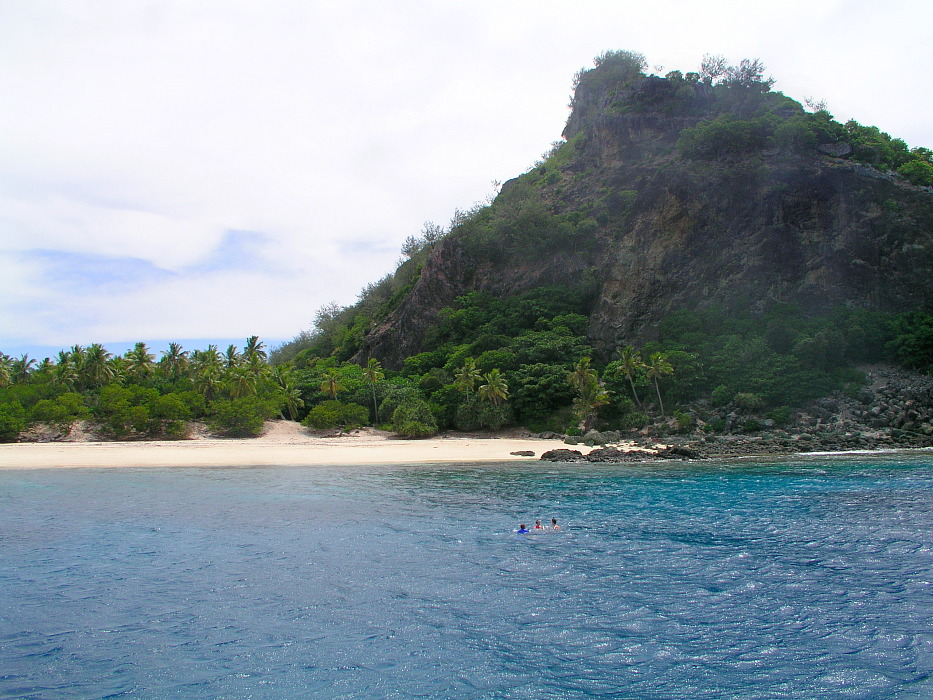
Vista de Tavarua

Tavarua é uma ilha em forma de coração, no arquipélago de Fiji, no Oceano Pacífico. Possui uma área de 29 acres (120.000m²). A ilha fica ao lado da principal ilha de Fiji, Viti Levu, e está rodeada por um recife de coral.
A ilha possui um surf camp privado (Tavarua Island Resort) e as principais atividades são surf, pesca esportiva, mergulho (escuba e snorkel), kaiaque, passeios de barco e jet-ski. Também há piscina, academia, spa, quadra de tênis e instalações com restaurante e bares. Graças ao extenso recife de coral que circunda a ilha, existem sete principais picos de surf disponíveis para os hóspedes: Cloudbreak, Restaurants, Namotu Lefts, Swimming Pools, Wilkes, Kiddieland, Tavarua Rights e Desperations, sendo algumas de classe mundial. Cloudbreak é a mais famosa das ondas,quebrando a uma milha ao largo da ilha sobre um recife de coral afiado. Restaurants é uma das ondas mais perfeitas do mundo, que quebra sempre no mesmo ponto a cada vez, sendo que eles a chamam "A máquina". Surfistas iniciantes podem se divertir aprendendo diretamente em frente a ilha em Kiddieland. A ilha acolhe anualmente competições de surfe profissional, que pode ser visto através de webcast.
Neighboring Tavarua é outra pequena ilha ao lado, chamada Namotu, com recifes que a cercam com mais surf de qualidade para oferecer.

## História
O conto de Tavarua ocorreu no início do século XIX. Ratu (Chefe) Vosailagi Kini era o poderoso Ka Levu (chefe supremo) da região sudoeste de todo Fiji. Ao visitar a ilha de Malolo exterior, Ratu Kini foi enganado, possivelmente por membros da família, separando-o da segurança de seus guerreiros tribais e na sequência de uma emboscada, ele foi mortalmente ferido. Fugindo de seus atacantes, Ratu Kini usou a sua força restante para nadar várias milhas para Tavarua Island, onde morreu ferido e esgotado. Os proprietários de Tavarua Island, embora sem culpa na morte do Ka Levu, temem ser vistos como co-conspiradores e enfrentará a vingança brutal. Então, eles deram Tavarua a família Ratu Kini para garantir sua própria segurança. Hoje, o atual Ka Levu e membros da comunidade têm permitido Tavarua ser modestamente desenvolvido em um pequeno resort de férias onde você pode encontrar vida marinha bonita e colorida com ondas de surf de classe mundial. Você também pode encontrar Druku, o trineto de Ratu Kini, pesca, surf ou rir com os convidados. Quanto à Ratu Kini enterrado na ilha, o seu espírito e legado vive através de quem a visita Tavarua.[carece de fontes?]

## Fuso Horário
A diferença horária do Brasil em relação a Tavarua é de 15 horas. Ou seja, se no Brasil for 19:13 do dia 17/07, lá vai ser 10:13 do dia 18/07